# 悪魔の棲む家 (2005年の映画)
『悪魔の棲む家』（あくまのすむいえ、原題: The Amityville Horror）は、2005年のアメリカ合衆国のホラー映画。1979年の同名のホラー映画のリメイクであり、マイケル・ベイ率いるプラチナム・デューンズが手掛ける。監督は本作が長編デビューとなるアンドリュー・ダグラスである。

## ストーリー
1974年11月13日午前3時15分。ニューヨーク州ロングアイランドの豪邸に住むデフェオ一家が、長男のロナルド・デフェオ・ジュニアによって惨殺される。後に逮捕されたロナルドによると、自分は「家」から発せられた声によって操られたのだという。
それから1年後。ジョージ・ラッツとキャシー夫人が格安で売られていたこの家を購入し、3人の子供たちと共に引っ越して来る。そしてその直後から怪現象が起こり始める。

## キャスト
※括弧内は日本語吹替
- ジョージ・ラッツ - ライアン・レイノルズ（藤原啓治）
- キャシー・ラッツ - メリッサ・ジョージ（湯屋敦子）
- ビリー・ラッツ - ジェシー・ジェームズ（林勇）
- マイケル・ラッツ - ジミー・ベネット（浅井清己）
- チェルシー・ラッツ - クロエ・グレース・モレッツ（矢島晶子）
- キャラウェイ神父 - フィリップ・ベイカー・ホール（小川真司）
- リサ - レイチェル・ニコルズ
- ジョディ・デフェオ - イザベル・コナー
- ロナルド・デフェオ - ブレンダン・ドナルドソン
- メロン警察本部長 - リッチ・コメニッチ（大林隆介）

## 評価
2005年4月15日に北米3,323館で封切られ、初週末3日間で23,507,007ドルを稼いで初登場1位となった。
Rotten Tomatoesでの評論家のレビューは否定的なものが目立ち、支持率は24%（155人中37人）にとどまった。

## リメイク
2009年11月25日、ディメンション・フィルムズが『悪魔の棲む家』の再リメイクを計画していることが明らかになった。また後日、MGMが「The Amityville Tapes」と題された作品を企画していることを明らかにした。